# Trabalhadores comunitários de saúde

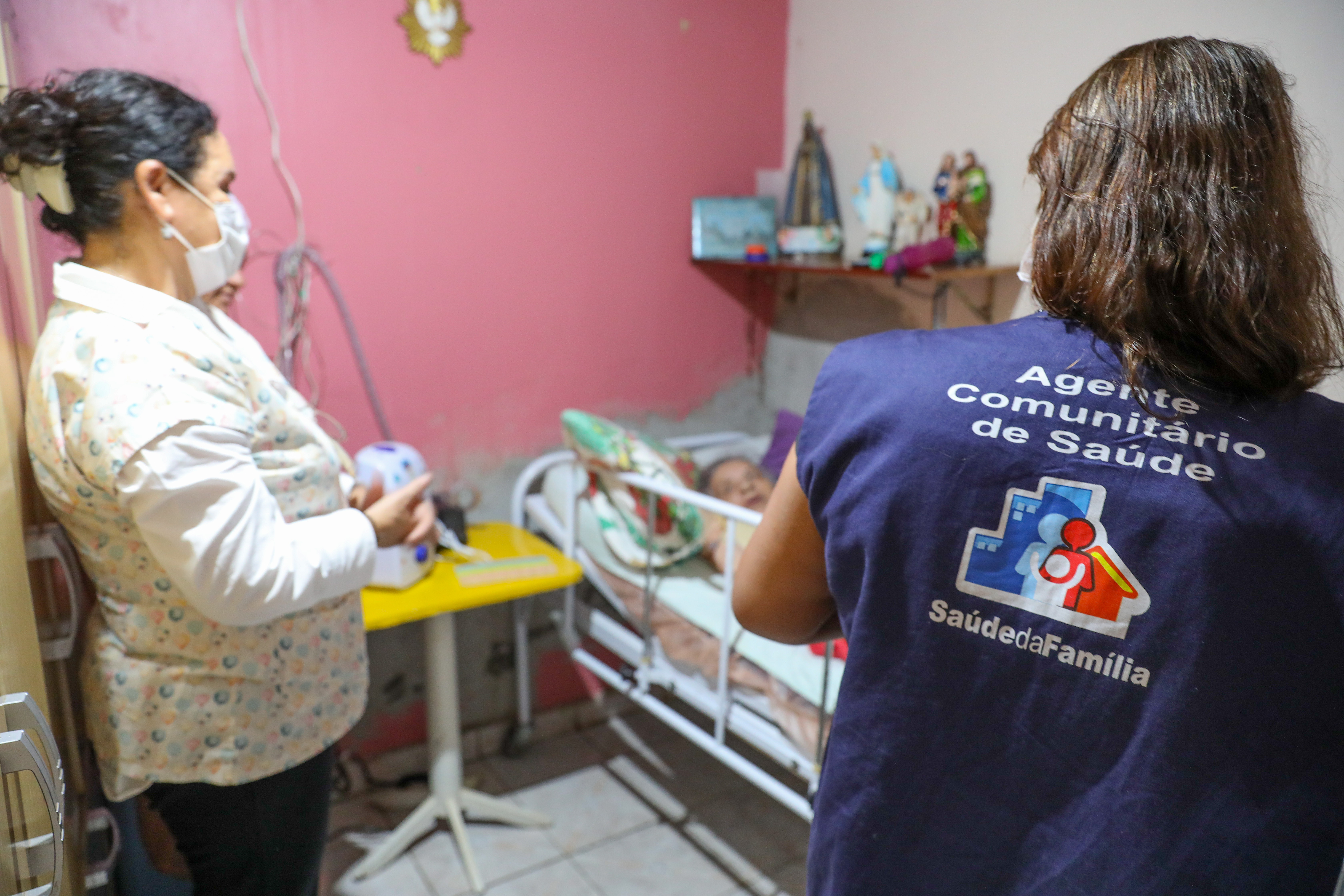
Agente comunitário de saúde em visita domiciliar, no Brasil.

Os trabalhadores comunitários de saúde constituem uma categoria paraprofissional composta por agentes que atuam, de forma complementar aos serviços ou sistemas de saúde, para melhorar o cuidado ofertado a grupos prioritários ou de difícil alcance. Geralmente, eles residem na mesma comunidade em que desenvolvem seu trabalho, que pode incluir atividades de promoção da saúde e prevenção de doenças, tratamento de condições de saúde básicas e levantamento de dados. Dentre os trabalhadores comunitários, pode haver pessoas leigas ou com algum grau de educação formal e o treinamento exigido para o exercício da função pode ser informal e de curta duração. Estes agentes podem ser remunerados, receber algum tipo de subsídio ou voluntários.
Tanto em países desenvolvidos, como em desenvolvimento, há diversos exemplos de programas, nacionais ou focais, que incorporam trabalhadores comunitários. Além do setor público, organizações não-governamentais e outras instituições têm utilizado este recurso. No Brasil, a Estratégia Saúde da Família, que consiste no modelo preferencial para a organização da atenção primária, no Sistema Único de Saúde, incluiu os agentes comunitários de saúde na composição das equipes de Saúde da Família. Há evidências de benefícios para a saúde da população a partir desta medida.